# Rovnost (právo)

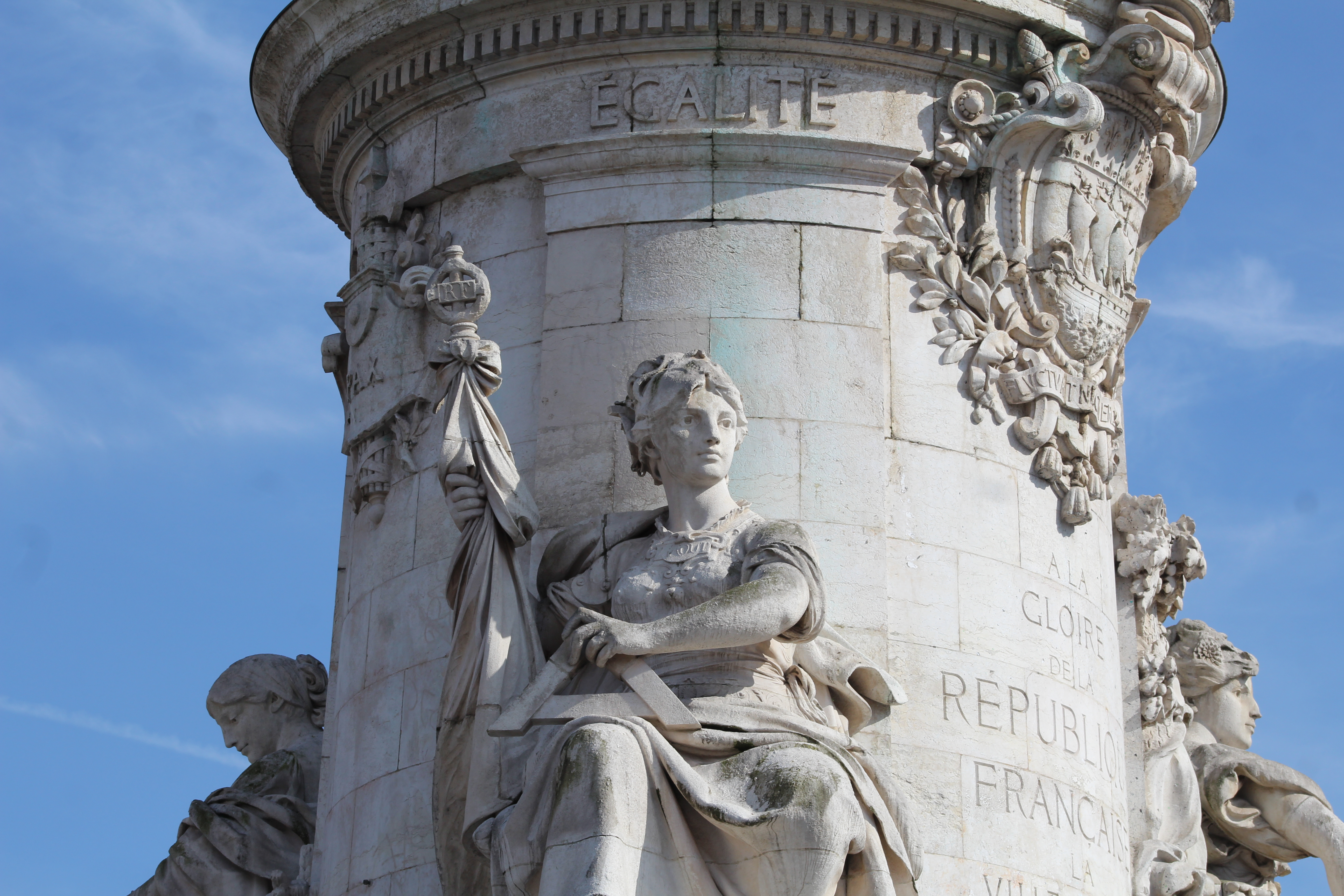
Alegorie Rovnosti na pařížském Památníku republiky

Rovnost v právním smyslu vychází z principu svobody a rovnosti každého člověka v důstojnosti a právech jako nejvýznamnějších hodnot a rovnosti stran před zákonem. Princip rovnosti je ukotven v Listině základních práv a svobod, která je součástí ústavního pořádku České republiky. Důležitým vyjádřením požadavku rovnosti je princip rovnosti stran v řízení před orgány veřejné moci.

## Stručný přehled vývoje pojetí rovnosti
Princip rovnosti práv neboli rovnost před zákonem se jako právní pojem vyskytuje v mnoha formách. V tomto případě se rovností rozumí aplikace stejných možností, práv a povinností na všechny a rovnost člověka a státu před zákonem takovým způsobem, aby bylo uplatňováno právo bez jakéhokoliv popírání práv a diskriminace a nebylo rozlišováno mezi lidmi skrze jejich ekonomický či společenský status, věk, pohlaví, etnickou příslušnost a další diskriminační měřítka.
Filosofické kořeny ideje lidských práv vycházející z úvah o lidské rovnosti lze hledat a nalézt nejen v evropské kultuře.
Právní počátky koncepce lidských práv lze najít v jednom z nejstarších zachovalých právních textů v tzv. Chamurapiho zákoníku, v němž byly přibližně 1700 let př. n. l. stanoveny i pevné trestní sazby.
Komplexnější a dnešnímu chápání lidských práv blízké pojetí přináší tzv. Kýrův válec, v němž Kýros II. Velký v 6. století př. n. l. deklaruje zejména ochranu před utlačováním, přivlastňováním si cizího majetku, neplacenou a nucenou prací, svobodu volby náboženství aj.
Vybudování přirozeného práva a jeho nadřazení právu pozitivnímu lze přisuzovat stoicismu (3. a 2. století př. n. l.), který ztotožnil přírodu a rozum. Teorie práva tak úzce souvisí s filosofií práva.
K vymezení dnešního pojetí lidských práv také směřoval dokument Magna charta libertatum (Velká listina svobod) z roku 1215 anglického krále Jana Bezzemka, kde pod nátlakem stanovil meze své moci ve vztahu k svobodným pánům a církvi.
Spor o lidská práva je ve svém základu vzniku spojován s jednáním zvláštní poroty junty svolané císařem Karlem V. v roce 1550 ve věci sporu o existenci duše u domorodých obyvatelů Ameriky. Novověké pojetí lidských práv je pak spojováno s osvícenstvím v 17. a 18. století.
Podle francouzského filosofa Jean-Jacques Rousseau, označovaného za inspirátora francouzského revolučního hnutí, přirozené právo vychází z předpokládané lidské přirozenosti. V novověké politické teorii tak možná právě Rousseau vytvořil teorii občanské rovnosti v demokratické společnosti, kde se vytváří veřejný prostor pro uznání vlastnictví každého a soudní pravomoc společnosti nad každým jedincem. Rousseau tak ve své Rozpravě o původu nerovnosti z r. 1754 pojímá vlastnictví jako výraz vůle jedince s důrazem na přechod od „poskytování předností“ k právu a od pouhé držby k vlastnickému právu a k vzájemné rovnosti „mravní a legitimní“ občanů jako členů občanské společnosti schopné usměrnit svou vůli vzhledem k druhým. Rovnost ve společnosti tak neznamená rovnost majetku, ekonomickou či příjmovou, sociální, politickou aj. Po vydání Rousseauovy knihy O společenské smlouvě (1622) se tak pojem „přirozená práva“ postupně nahrazoval pojmy „práva člověka“ či „lidská práva“.
Prvním státním dokumentem vycházejícím z osvícenských úvah ideje lidských práv byla Deklarace nezávislosti USA (1776) formující představu lidských práv pro všechny lidi jako sekulární koncept. Autorem Deklarace byl Thomas Jefferson, pozdější třetí prezident Spojených států. Francouzská Deklarace práv člověka a občana inspirovala listinu práv zakotvenou do belgické ústavy v roce 1831 jako jeden z podnětů pro revoluce roku 1848, v němž ústavní výbor frankfurtského parlamentu vypracoval návrh základní listiny práv, která rovněž podnítila přípravu podobného dokumentu rakouského říšského sněmu na jednáních ve Vídni a v Kroměříži (1848-1849), kde byl vytvořen soubor paragrafů základních práv rakouských občanů pro chystaný návrh ústavy, přičemž hlavní autorský podíl náležel českému politikovi a právníkovi Františku Ladislavu Riegerovi.
20. století pak přineslo vstup problematiky záruky lidských práv do mezinárodní politiky ve spojitosti s první světovou válkou a dále s přijetím Úmluva o otroctví (1926) ) Společností národů. Jádrem mezinárodního režimu je Všeobecná deklarace lidských práv přijatá 10. prosince 1948 Valným shromážděním OSN. Schválení této Všeobecné deklarace předcházelo přijetí čtyř významných dokumentů týkajících se lidských práv, a to Deklarace spojených národů (1942), Americká deklarace práv a povinností člověka (duben 1945) jakožto první mezinárodní dokument tohoto typu (1945), podle které „se všichni lidé rodí svobodní a rovní v důstojnosti i v právech“, Charta Spojených národů (červen 1945) a Úmluva o zabránění a trestání zločinu genocidia (prosinec 1948).
Pilíři Všeobecná deklarace tak jsou důstojnost, svoboda, rovnost a bratrství. Dle čl. 20-26 pak rovnost ve smyslu práv spojených s veřejnou a politickou činností, práv týkajících se politické, sociální a ekonomické rovnosti.
Současné pojetí a chápání lidských práv jako nezcizitelných, konkrétních a univerzálních je tak záležitostí posledních čtyř století. Vyústěním těchto snah v Evropě je aktuální dokument  Listina základních práv Evropské unie zahrnující rovnost jako jeden z okruhů základních lidských práv.
Evropskou Úmluvu o ochraně lidských práv a základních svobod (zkráceně Evropská úmluva o lidských právech) ratifikovalo tehdejší Československo v březnu 1992.

## Zakotvení rovnosti v Listině základních práv a svobod
- článek 1 – vymezení obecného principu rovnosti v právech a důstojnosti: „Lidé jsou svobodní a rovní v důstojnosti i v právech. Základní lidská práva a svobody jsou nezadatelné, nezcizitelné, nepromlčitelné a nezrušitelné.“;
- článek 3 – zaručující základní lidská práva a svobody všem bez rozdílu, tj. bez jakékoli diskriminace ve smyslu spravedlnosti, rovného zacházení a zákazu diskriminace;
- článek 21 – volební právo garantující rovné podmínky přístupu k voleným a veřejným funkcím, tj. že „volební právo je všeobecné a rovné“ a „Občané mají za rovných podmínek přístup k voleným a jiným veřejným.“;
- článek 24 – základní antidiskriminační ustanovení českého ústavního pořádku týkající se práv národnostních a etnických menšin;
- článek 32 – rovné postavení a stejná práva manželských i mimomanželských dětí;
- článek 37 – princip rovnosti účastníků řízení ve smyslu rovných příležitostí: „Všichni účastníci jsou si v řízení rovni.“

## Další související pojmy, legislativa a jiné texty
- Rovnost jako právní kategorie.
- Rovnost stran
- Rovnost účastníků ve smyslu rovnoprávného postavení je jednou z charakteristik právních vztahů v soukromém právu, do jehož oblastí se řadí zejména právo občanské, obchodní a rodinné.[3]
- ZÁKON č. 198/2009 Sb. o rovném zacházení a o právních prostředcích ochrany před diskriminací a o změně některých zákonů (antidiskriminační zákon)
- Rada vlády pro rovnost žen a mužů
- Ministr pro lidská práva, rovné příležitosti a legislativu ČR.
- Evropský komisař pro lidská práva.